# Vitol'd Polonskij
Vitól'd Al'fónsovič Polónskij (Вито́льд Альфо́нсович Поло́нский; 1879 – 5 gennaio 1919) è stato un attore russo.

## Filmografia parziale

### Attore
- Brat'ja Boris i Gleb (1915)
- Pósle smérti (1915)
- Umirajuščij lebed' (1916)
- La vita per la vita (1916)